# ميشيل روجر
ميشيل روجر (بالفرنسية: Michel Roger)‏ هو سياسي فرنسي، ولد في 9 مارس 1949 في بواتييه في فرنسا. انتخب موظف مدني.